# Discografie van Yasmine
De discografie van Yasmine biedt inzicht in alle officiële albums en singles die Yasmine als zangeres heeft uitgebracht, alsmede alle andere muzikale werken, bijvoorbeeld duetten met andere artiesten die niet zijn opgenomen in de tracklist van een van haar albums.

## Studioalbums
- 1991 - Mooi Zo
- 1993 - Als Jij Dat Wil
- 1995 - Portfolio
- 1997 - Prêt-a-Porter
- 1999 - Blauw
- 2001 - Yasmine
- 2004 - Vandaag, Het Morgen Van Gisteren
- 2006 - Licht Ontvlambaar

## Verzamelalbums/heruitgaven
- 2004 - Liefde en Liedjes 1994-2004 (compilatie)
- 2009 - Liefde en Liedjes: Carrière / Afscheid (heruitgave, exclusief bij Story[1])
- 2009 - Yasmine (heruitgave, exclusief bij Free Record Shop)
- 2010 - Back To Back - Yasmine & Ann Christy (2 disc-compilatie, tevens met nummers van Ann Christy)[2]

## Concertregistraties
- 2005 - Live: Vandaag, Het Morgen Van Gisteren (dvd + cd)
- 2007 - Licht Ontvlambaar - Live (dvd)
- 2009 - Yasmine Houdt Woord (boek + cd)

## Singles (vinyl)
- 1991 - Wie Denk Jij Wel Dat Je Bent (radio edit) / Wie Denk Jij Wel Dat Je Bent (dance remix)
- 1991 - Vraag Me Niet Waarom / Vraag Me Niet Waarom (instrumentaal)
- 1991 - Hoog In De Wolken / Accrochee A Un Nuage
- 1992 - Zeven Dagen / Zeven Dagen (remix)
- 1992 - Twijfels / Beter
- 1992 - Waar Jij Gaat / Alles Draait Om Jou
- 1992 - In De Regen Gedanst / In De Regen Gedanst (instrumentaal)
- 1993 - In Kleur / In Kleur (album-versie)
- 1993 - Als Jij Dat Wilt / Liever Jij Dan Ik
- 1995 - Ik Was Zo Graag Bij Jou Gebleven / Ik Was Zo Graag Bij Jou Gebleven (akoestische versie)

## Maxi-cd-single
- 1991 - Hoog In De Wolken / Hoog In De Wolken (dance remix) / Accrochee A Un Nuage
- 1992 - Zeven Dagen (club remix) / Zeven Dagen (7" remix) / Zeven Dagen (albumversie) / Rusteloos (albumversie)
- 1993 - In De Regen Gedanst / In De Regen Gedanst (instrumentaal)
- 1993 - In Kleur (albumversie) / In Kleur (radioversie) / In Kleur (colour-remix)

## Singles (compact disc)
- 1992 - Twijfels / Beter
- 1992 - Waar Jij Gaat / Alles Draait Om Jou
- 1993 - In De Regen Gedanst / In De Regen Gedanst (instrumentaal)
- 1993 - In Kleur (radio edit) / In Kleur (colour-remix)
- 1993 - Als Jij Dat Wil / Liever Jij Dan Ik
- 1994 - Dromen Van Het Leven / Stilstaan
- 1995 - Ik Was Zo Graag Bij Jou Gebleven / Ik Was Zo Graag Bij Jou Gebleven (akoestische versie)
- 1995 - Ik Tover Jou / Ik Tover Jou (instrumentaal)
- 1995 - Diep In Mij / De Laatste Dans
- 1996 - Nooit Nog Een Andere / Afscheid
- 1996 - Kikkerkoel / Lach Naar Het Leven / Kikkerkoel (instrumentaal)
- 1997 - Porselein / Porselein (instrumentaal)
- 1997 - Altijd Weer Tikt De Klok / De Klok Tikt Verder
- 1997 - Zoals Jij / Zoals Jij (album-versie) / 1000 Woorden
- 1997 - Da's Een Goeie Vraag / Doorgaan
- 1998 - Tot Leven Gewekt / Da's Een Goeie Vraag (live bij 'Vlaanderen Boven')
- 1998 - Meisjes Aan De Macht / Kus Me, Kus Me
- 1999 - Slaaf / Luka
- 1999 - Ik Hou Van Jou Zonder Meer / Mama Zal Ontgoocheld Zijn
- 1999 - Helemaal / Als De Liefde Wint
- 2001 - Ken Je Dat Gevoel  / Ken Je Dat Gevoel (instrumentaal)
- 2001 - November
- 2002 - Geen Grenzen / Huis
- 2002 - Hou Me Vast (Dieprood) / Video: Hou Me Vast (Dieprood) @ "The Groove"
- 2004 - Dans Me
- 2004 - In M'n Eigen Huis
- 2006 - Licht Ontvlambaar

## Overige opnamen
- 1992 - Hand In Hand - Artiesten Met Een Hart (t.v.v. Levenslijn Kinderfonds)
- 1992 - Drie Schuintamboers - Het Beste Uit Vlaanderen Mijn Land
- 1993 - Jij En Anders Geen, duet met Bea Van der Maat - Voor Mijn Liefste - De Mooiste Vlaamse Duetten
- 1993 - Als Een Zwaluw, duet met The Gitano Boys - Voor Mijn Liefste - De Mooiste Vlaamse Duetten
- 1993 - Vier Werverkens - Vlaanderen Mijn Land 3
- 1994 - Een Hart Als Teken Van Leven - Artiesten Met Een Hart (t.v.v. Levenslijn Kinderfonds)
- 1994 - La Poupée Qui Fait Non, duet met Erik Goossens - Levenslijn '94 - 50 Artiesten Zingen 15 Originele Covers
- 1995 - Ik Geef Om Jou - Artiesten Met Een Hart (t.v.v. Levenslijn Kinderfonds)
- 1995 - When I Need You - De Allermooiste Liefdesliedjes Uit Tartufo
- 1996 - I Knew You Were Waiting (live), duet met Robert Mosuse - Levenslijn '96
- 1997 - De Weg Naar Je Hart / De Weg Naar Je Hart (instrumentaal) - Artiesten Met Een Hart (t.v.v. Levenslijn Kinderfonds)
- 1998 - Kleuren Van De Wind - Vlaamse Artiesten Zingen Disney
- 1998 - I Won't Let You Down, met The Hope Band - Kerstwensen van Radio Donna (t.v.v. Artsen Zonder Grenzen)
- 1999 - Song For Kosovo / Song For Kosovo (instrumentaal), backing vocals - Artists For Kosovo
- 1999 - Luka, cover van Suzanne Vega - De Notenclub
- 2000 - Suzanne, duet met Frank Boeijen - De Ballade Van De Dromedaris
- 2000 - Vuur / Lebber Lebber / Zoeistdusopgenome, met De Miekes
- 2001 - Diverse nummers - Alladin, De Musical
- 2002 - Briefje / Briefje (instrumentaal) (t.v.v. Levenslijn Kinderfonds)
- 2002 - Bigger Heart - Voices For Animals (t.g.v. 10 Years GAIA)
- 2002 - Weak (radio edit) / Weak (unplugged) (soundtrack Alias)
- 2003 - People Have The Power To Love
- 2003 - Voor Elke Man Een Vrouw In Het Parlement, duet met Axl Peleman
- 2003 - Fietsen en Liefde / Fietsen en Liefde (instrumentaal), Gordellied
- 2005 - Geef Een Teken - Artiesten Voor TSUNAMI 12-12
- 2005 - Moa Ven Toch! - Viva Tura
- 2005 - Kippensoep Voor Iedereen - De Kippensoep Allstars (t.v.v. Pakistan)
- 2008 - Zus (t.v.v. NGO Wereldsolidraiteit)
- 2008 - Heb Het Leven Lief - Monumentenzorg